# Alloa Athletic Football Club
L'Alloa Athletic Football Club, meglio noto come Alloa Athletic, è una società calcistica scozzese con sede nella città di Alloa. Milita in Scottish League One, terzo livello del calcio scozzese.

## Storia
Il club fu fondato nel 1878 come Clackmannan County, prendendo in seguito il nome di Alloa Athletic nel 1883. Partecipò solamente a competizioni locali fino al 1921, quando entrò a far parte della SFA e fu ammesso in Scottish Division Two. Da esordiente vinse il campionato e ottenne subito la promozione in Division One: la stagione 1922-23 fu l'unica stagione disputata dall’Alloa Athletic in massima serie, poiché si classificò all'ultimo posto e retrocesse. Tornato in seconda serie, non fu mai abbastanza competitivo per ambire alla promozione (in 15 anni ottenne come migliore risultato due quarti posti), finché nel 1939 riuscì a concludere secondo, che avrebbe significato il ritorno in Division One; ciò non avvenne a causa della sospensione dei campionati per la seconda guerra mondiale.
Nel 1946 si ritrovò di nuovo in seconda divisione, dove militò ininterrottamente fino alla stagione 1974-75, dopodiché la riforma dei campionati nazionali relegò l'Alloa nella nuova Second Division (terza divisione). Risalì in seconda serie, diventata First Division, nel 1977, ma retrocesse subito. Ottenne altre promozioni nel 1982, nel 1985 e nel 1989, ma non mantenne mai la First Division per più di due stagioni. Nel 1995 fu creata la Third Division e l'Alloa fu una delle squadre a essere relegate. Vinse la serie nel 1998 e tornò così in Second Division.
Nei primi anni duemila fece la spola tra First Division e Second Division (due promozioni e due retrocessioni in 4 anni), poi rimase in Second Division fino al 2011, quando retrocesse ai play-out. L’anno seguente rivinse la Third Division, da neopromosso in Second Division 2012-13 arrivò secondo e salì ancora, mettendo a segno una doppia promozione in due anni. Disputata la Scottish Championship per tre anni, è retrocesso in League One nel 2016; due anni dopo l'Alloa Athletic ha vinto i play-off, battendo Raith Rovers e Dumbarton, ed è tornato in Championship, dove si è classificato ottavo nelle stagioni 2018-19 e 2019-20, quest'ultima interrotta per la pandemia di COVID-19.
In Championship 2020-21 arriva ultimo e retrocede. In League One, dopo un quinto posto nella stagione 2021-22, si classifica quarto nel 2022-23 e terzo nel 2023-24; in entrambi i casi accede ai play-off ma viene eliminato al primo turno.

## Palmarès

### Club

#### Competizioni nazionali
- Scottish Championship: 1

1921-1922
- Scottish Third Division: 2

1997-1998, 2011-2012
- Scottish Challenge Cup: 1

1998-1999

### Competizioni regionali
- Stirlingshire Cup: 14

1904–1905, 1907–1908, 1908–1909, 1912–1913, 1920–1921, 1924–1925, 1933–1934, 1946–1947, 1955–1956, 1957–1958, 1959–1960, 1965–1966, 1981–1982, 1996–1997

### Altri piazzamenti
- Scottish Second Division:  /Scottish League One:

Secondo posto: 1976-1977, 1981-1982, 1984-1985, 1988-1989, 1999-2000, 2001-2002, 2009-2010, 2012-2013, 2016-2017
Terzo posto: 2017-2018, 2023-2024
- Scottish Challenge Cup:

Finalista: 2001-2002, 2014-2015

## Statistiche

### Partecipazione ai campionati
| Livello | Categoria                | Partecipazioni | Debutto   | Ultima stagione | Totale |
| ------- | ------------------------ | -------------- | --------- | --------------- | ------ |
| 1°      | Scottish Division One    | 1              | 1922-1923 | 1922-1923       | 1      |
| 2°      | Scottish Division Two    | 41             | 1921-1922 | 1974-1975       | 59     |
| 2°      | Scottish Division B      | 5              | 1946-1947 | 1950-1951       | 59     |
| 2°      | Scottish First Division  | 7              | 1977-1978 | 2002-2003       | 59     |
| 2°      | Scottish Championship    | 6              | 2013-2014 | 2020-2021       | 59     |
| 3°      | Scottish Second Division | 26             | 1975-1976 | 2012-2013       | 32     |
| 3°      | Scottish League One      | 6              | 2016-2017 | 2024-2025       | 32     |
| 4°      | Scottish Third Division  | 5              | 1994-1995 | 2011-2012       | 5      |

## Rosa 2020-2021
Aggiornato al 27 febbraio 2021.
| N. |                        | Ruolo | Calciatore          |
| -- | ---------------------- | ----- | ------------------- |
| 1  | Scozia (bandiera)      | P     | Neil Parry          |
| 2  | Scozia (bandiera)      | D     | Scott Taggart       |
| 3  | Scozia (bandiera)      | D     | Liam Dick           |
| 5  | Scozia (bandiera)      | D     | Andy Graham         |
| 6  | Inghilterra (bandiera) | D     | Steven Hetherington |
| 7  | Scozia (bandiera)      | C     | Kevin Cawley        |
| 8  | Scozia (bandiera)      | C     | Jon Robertson       |
| 9  | Scozia (bandiera)      | A     | Liam Buchanan       |
| 10 | Scozia (bandiera)      | C     | Alan Trouten        |
| 11 | Scozia (bandiera)      | A     | Innes Cameron       |
| 12 | Scozia (bandiera)      | C     | Stefan Scougall     |
| 14 | Scozia (bandiera)      | C     | Adam Brown          |
| 15 | Scozia (bandiera)      | D     | Nicky Jamieson      |

| N. |                        | Ruolo | Calciatore        |
| -- | ---------------------- | ----- | ----------------- |
| 16 | Scozia (bandiera)      | D     | Nathan Gilhooly   |
| 17 | Scozia (bandiera)      | A     | Lee Connelly      |
| 18 | Scozia (bandiera)      | C     | Blair Malcolm     |
| 19 | Scozia (bandiera)      | A     | Robert Thomson    |
| 20 | Scozia (bandiera)      | D     | Cameron O'Donnell |
| 21 | Scozia (bandiera)      | P     | Andrew Wilson     |
| 22 | Scozia (bandiera)      | C     | Ray Grant         |
| 23 | Scozia (bandiera)      | C     | Innes Murray      |
| 24 | Scozia (bandiera)      | D     | Lucas Williamson  |
| 25 | Scozia (bandiera)      | D     | Edin Lynch        |
| 26 | Scozia (bandiera)      | A     | Liam Evans        |
| 31 | Scozia (bandiera)      | P     | Reece Willison    |
| 51 | Inghilterra (bandiera) | P     | Jordan Wright     |

## Rosa 2019-2020
Aggiornato al 25 dicembre 2019.
| N. |                        | Ruolo | Calciatore          |
| -- | ---------------------- | ----- | ------------------- |
| 1  | Scozia (bandiera)      | P     | Neil Parry          |
| 2  | Scozia (bandiera)      | D     | Scott Taggart       |
| 3  | Scozia (bandiera)      | D     | Liam Dick           |
| 4  | Scozia (bandiera)      | D     | Robbie Deas         |
| 5  | Scozia (bandiera)      | D     | Andy Graham         |
| 6  | Inghilterra (bandiera) | D     | Steven Hetherington |
| 7  | Scozia (bandiera)      | C     | Kevin Cawley        |
| 8  | Scozia (bandiera)      | C     | Jon Robertson       |
| 9  | Scozia (bandiera)      | A     | Liam Buchanan       |
| 10 | Scozia (bandiera)      | C     | Alan Trouten        |

| N. |                   | Ruolo | Calciatore        |
| -- | ----------------- | ----- | ----------------- |
| 11 | Scozia (bandiera) | C     | Iain Flannigan    |
| 14 | Scozia (bandiera) | C     | Adam Brown        |
| 17 | Scozia (bandiera) | A     | Kevin O'Hara      |
| 18 | Scozia (bandiera) | C     | Blair Malcolm     |
| 19 | Scozia (bandiera) | A     | Robert Thomson    |
| 20 | Scozia (bandiera) | D     | Cameron O'Donnell |
| 21 | Scozia (bandiera) | P     | Andrew Wilson     |
| 31 | Scozia (bandiera) | P     | Chris Henry       |
| 41 | Scozia (bandiera) | P     | Jamie MacDonald   |

## Rosa 2018-2019
Aggiornato al 31 gennaio 2019.
| N. |                        | Ruolo | Calciatore          |
| -- | ---------------------- | ----- | ------------------- |
| 1  | Scozia (bandiera)      | P     | Neil Parry          |
| 2  | Scozia (bandiera)      | D     | Scott Taggart       |
| 3  | Scozia (bandiera)      | D     | Liam Dick           |
| 4  | Inghilterra (bandiera) | D     | Sam Roscoe          |
| 5  | Scozia (bandiera)      | D     | Andy Graham         |
| 6  | Inghilterra (bandiera) | D     | Steven Hetherington |
| 7  | Scozia (bandiera)      | C     | Kevin Cawley        |
| 8  | Scozia (bandiera)      | C     | Jon Robertson       |
| 9  | Scozia (bandiera)      | A     | Jack Hamilton       |
| 10 | Scozia (bandiera)      | C     | Alan Trouten        |
| 11 | Scozia (bandiera)      | C     | Iain Flannigan      |

| N. |                     | Ruolo | Calciatore         |
| -- | ------------------- | ----- | ------------------ |
| 12 | Scozia (bandiera)   | A     | Jack Aitchison     |
| 13 | Scozia (bandiera)   | P     | Andrew Wilson      |
| 14 | Scozia (bandiera)   | C     | Adam Brown         |
| 15 | Scozia (bandiera)   | C     | Jordan Kirkpatrick |
| 16 | Bulgaria (bandiera) | D     | Zdravko Karadachki |
| 17 | Scozia (bandiera)   | C     | Reis Peggie        |
| 19 | Canada (bandiera)   | C     | Dario Zanatta      |
| 20 | Irlanda (bandiera)  | C     | Jim Goodwin        |
| 23 | Scozia (bandiera)   | A     | Connor Shields     |
| 31 | Scozia (bandiera)   | P     | Chris Henry        |